# Nastro magnetico
Il nastro magnetico è un supporto di memorizzazione a memoria magnetica che consiste in una sottile striscia in materiale plastico, rivestita di un materiale trattato con polarizzazione magnetica.

## Storia
Il primo nastro magnetico di registrazione per uso audio fu prodotto dalla BASF AG (in quell'epoca chiamata I.G. Farben) nel 1932 destinato al primo registratore a bobine: il Telefunken Magnetophon k1.
Successivamente, negli anni cinquanta, alla celluloide si sostituì il mylar che raggiungendo spessori inferiori, mantenendo le stesse proprietà meccaniche, permetteva una magnetizzazione più profonda e una maggiore durata del nastro, dato che la stessa bobina poteva contenere più di una volta e mezzo del nastro normale, visto il ridotto spessore dello stesso.
Praticamente tutti i nastri registrabili sono fatti utilizzando lo stesso tipo di tecnologia, siano essi utilizzati per il settore video ad esempio con un videoregistratore, per l'audio, con nastro in bobine, audiocassette, Digital Audio Tape (DAT), Digital Linear Tape (DLT) e altri formati tra cui le vecchie cartucce a 8 tracce. L'altro immenso campo applicativo della tecnologia di registrazione su nastro magnetico, prevalentemente utilizzato con dati in formato digitale, riguarda il computer e l'informatica in genere, dove si è passati dall'impiego della già citata audiocassetta degli anni ottanta sui primi home computer al DAT con Digital Data Storage, usato per il backup su server e workstation dagli anni 1990.
I prodotti basati sulla tecnologia magneto-ottica sono stati sviluppati partendo da alcuni concetti utilizzati per il nastro magnetico, tuttavia hanno ottenuto uno scarso successo commerciale.

## Raccoglitori
Al fine di facilitarne l'uso (ovvero la lettura e la registrazione), di norma il nastro magnetico viene avvolto su sé stesso formando quella che viene chiamata "bobina". Per mantenere il nastro in posizione (ovvero avvolto su sé stesso) vengono usati uno o più dispositivi (collegati tra loro) che fungono da raccoglitore. Sostanzialmente vengono usate due tipologie di raccoglitori da cui derivano le due principali forme in cui il nastro magnetico viene commercializzato:
- bobina aperta;
- cassetta a nastro.

### Bobina aperta

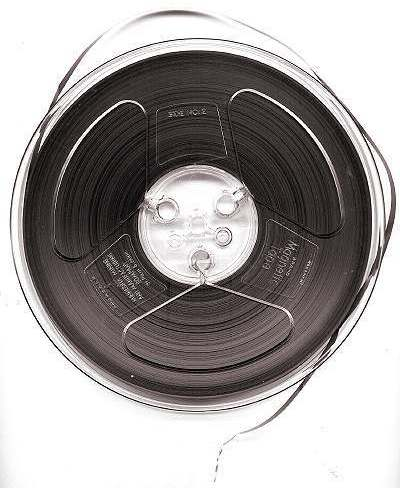
Una bobina aperta

La bobina aperta è (storicamente) la prima forma in cui viene raccolto il nastro magnetico durante il suo utilizzo negli apparecchi (che lo leggono e lo registrano). È anche la più rudimentale in quanto, durante il suo utilizzo, sono necessarie alcune operazioni manuali non necessarie con la cassetta a nastro. In tutti gli apparecchi che funzionano con la bobina aperta si usano due bobine aperte: durante la lettura o la registrazione, il nastro magnetico viene srotolato da una bobina aperta mentre (contemporaneamente) viene arrotolato nella seconda bobina aperta. Due sono le operazioni manuali necessarie con le bobine aperte (non necessarie con le cassette a nastro). La prima consiste nell'inserire il nastro magnetico nei dispositivi che lo leggono o lo registrano. La seconda consiste nel fissare un'estremità del nastro magnetico (che inizialmente è avvolto tutto in un'unica bobina) al secondo raccoglitore. Queste due operazioni sono necessarie solo inizialmente: quando si installa la bobina aperta nell'apparecchio. Ma devono essere ripetute tutte le volte che si utilizza un diverso nastro magnetico. Rappresentano quindi uno svantaggio, sia in termini di tempo che di praticità, rispetto alla cassetta a nastro.  

### Cassetta a nastro

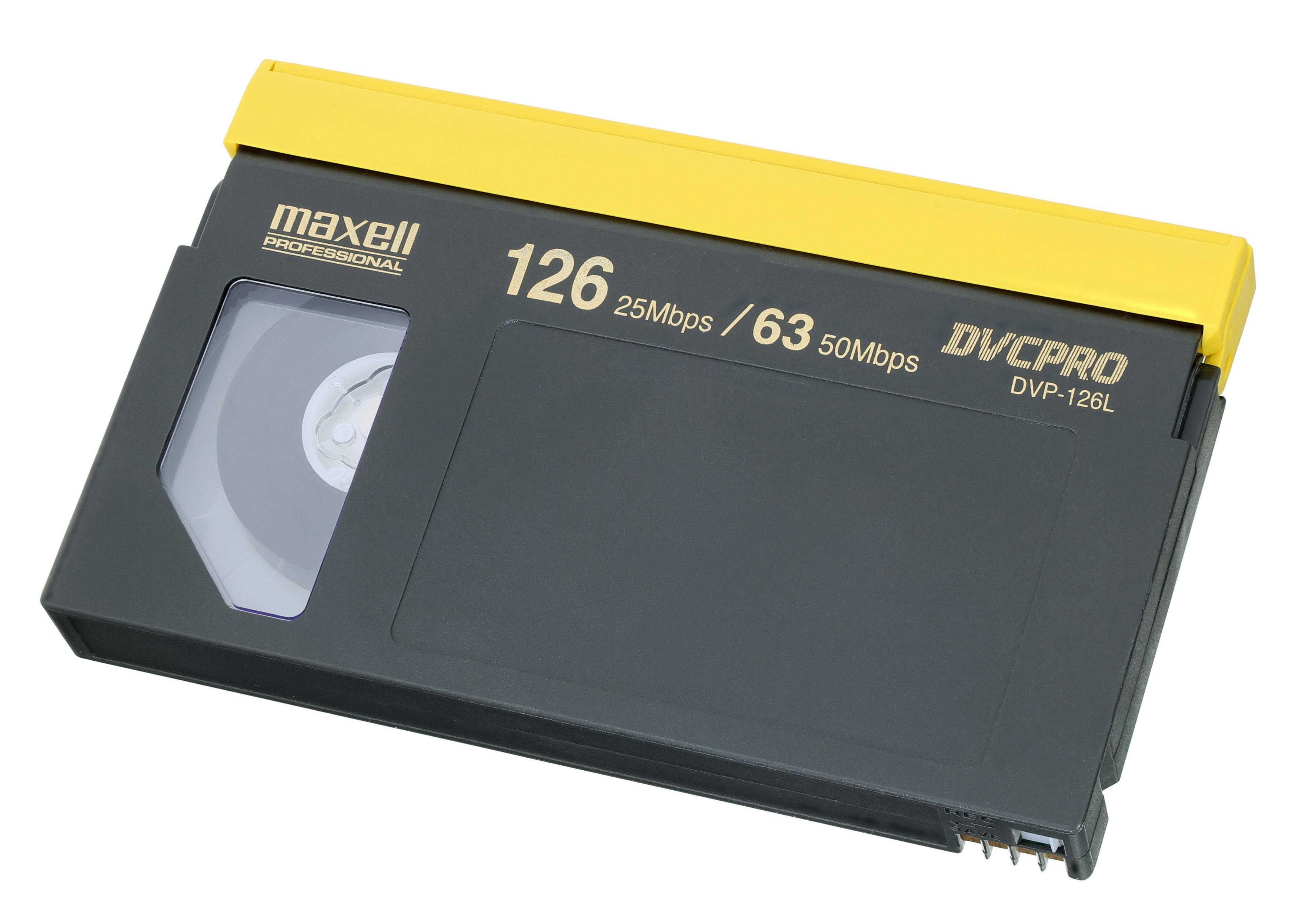
Una cassetta a nastro

Per facilitare ulteriormente l'uso del nastro magnetico (negli apparecchi che lo leggono e lo registrano) è stata realizzata la cassetta a nastro. All'interno della cassetta a nastro, durante la lettura o la registrazione del nastro magnetico, si creano due bobine in modo tale che il nastro magnetico rimanga sempre raccolto e in posizione (per essere letto o registrato dall'apparecchio). Ora si può quindi comprendere perché si usi il termine "bobina aperta": nella cassetta a nastro, la bobina è chiusa in un involucro. Negli apparecchi che funzionano con la cassetta a nastro, il nastro magnetico viene inserito, nei dispositivi che lo leggono o lo registrano, in modo automatico dall'apparecchio stesso. Questo è il motivo per cui la cassetta a nastro, in ambito amatoriale, ha soppiantato la bobina aperta. Anche in ambito professionale ciò è avvenuto in gran parte: costituiscono eccezione i casi in cui vengono utilizzati nastri magnetici estremamente lunghi. In tali casi si è preferito continuare ad utilizzare la bobina aperta in quanto la cassetta a nastro, dovendo contenere due bobine molto grandi, sarebbe risultata poco pratica (per le sue dimensioni fisiche). Tipologie di cassette a nastro sono l'audiocassetta e la videocassetta.

## Tipologie
Considerando le informazioni registrabili sul nastro magnetico, si distinguono le seguenti tre principali tipologie:
- nastro audio;
- nastro video;
- nastro dati.

### Nastro audio

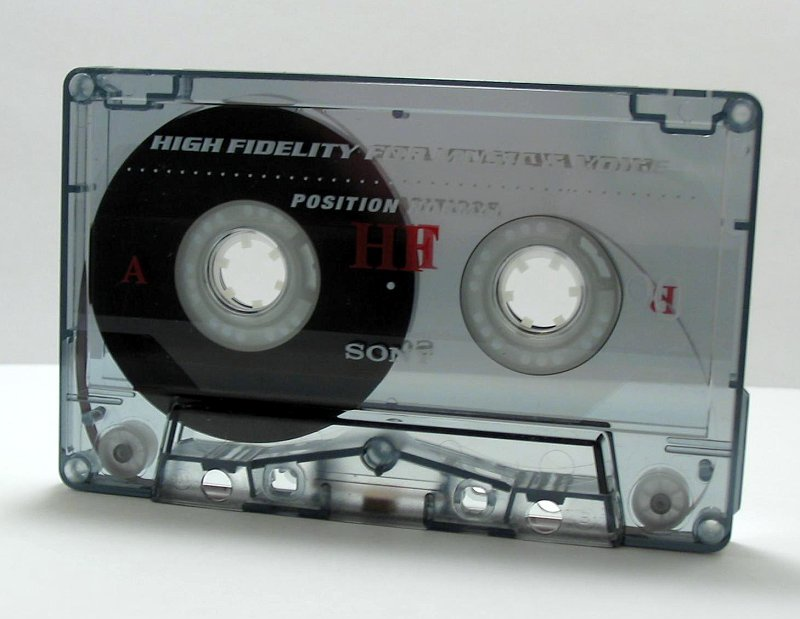
Un'audiocassetta

Un nastro audio è un nastro magnetico atto alla registrazione dell'audio. Il nastro audio è stato prodotto e commercializzato sia in bobina aperta che in cassetta a nastro. La cassetta a nastro, contenente nastro audio, è chiamata (più specificatamente) "audiocassetta". La storia dei nastri utilizzati per la registrazione e la riproduzione audio è segnata da molte innovazioni tecnologiche rivoluzionarie che hanno portato ad un enorme sviluppo: dalle bobine aperte, estremamente delicate, difficili da caricare e facilmente soggette a danneggiamento, soprattutto alle estremità, si è passati alle prime cartucce e poi alle audiocassette, introdotte nel mercato da Philips nell'anno 1963.
Il successo della audiocassetta arrivò anche con la commercializzazione di supporti preregistrati e riproduttori in grado di ottenere una elevata qualità e durata e soprattutto permetteva l'ascolto in auto e con una maggiore praticità del supporto, al contrario del disco in vinile che tendeva a deteriorarsi a ogni uso.

### Nastro video
Un nastro video (anche chiamato "videonastro") è un nastro magnetico atto alla registrazione del video. Il nastro video è stato prodotto e commercializzato sia in bobina aperta che in cassetta a nastro. La cassetta a nastro, contenente nastro video, è chiamata (più specificatamente) "videocassetta". Il nastro video è stato un supporto molto comune, in particolare per la registrazione nelle videocamere. Anche negli impieghi domestici, le cassette VHS sono state impiegate anche durante la diffusione del DVD.
Il nastro Digital Video (DV) diventò lo standard per le videocamere nel segmento amatoriale, mentre per le registrazioni professionali presso gli studi televisivi, formati come DVCPRO, DVCAM e Betacam (nelle varie versioni) sono rimasti in uso da molti anni.
Il nastro Digital Video è stato però soppiantato nel segmento consumer da tecnologie digitali come il mini DVD-RW e le CompactFlash, ma soprattutto dalle schede di memoria SD (Secure Digital). Esse, inoltre, permettono la registrazione a definizioni molto più elevate rispetto a quelle del nastro mini DV (576i 4:3 oppure 480i 16:9) e persino la registrazione in UHD e 4K. Anche sul fronte dell'audio le tecnologie digitali sono migliori perché offrono una migliore sincronizzazione audio-video e configurazioni multicanale. Un'eccezione è rappresentata dal segmento prosumer e broadcast dove HDV e Betacam sono ancora largamente utilizzate.

### Nastro dati

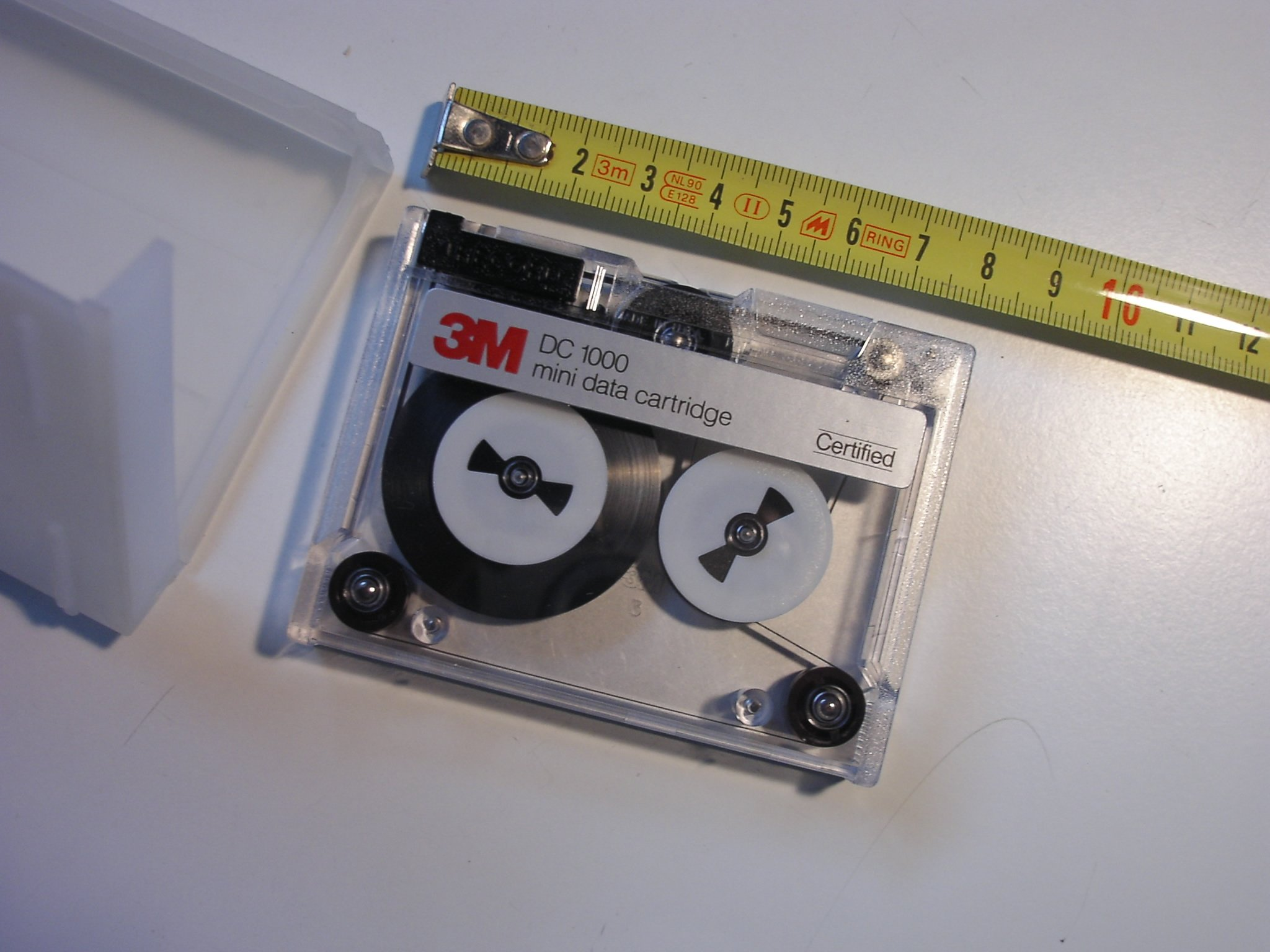
Una cassetta dati

Un nastro dati è un nastro magnetico atto alla registrazione di dati informatici. Il nastro dati è stato prodotto e commercializzato sia in bobina aperta che in cassetta a nastro. La cassetta a nastro, contenente nastro dati, è chiamata (più specificatamente) "cassetta dati". Il nastro magnetico fu utilizzato per registrare dei dati nel 1951, per il computer UNIVAC I Mauchly-Eckert. Il supporto era una sottile lamina d'acciaio. La densità di registrazione era di 128 caratteri per pollice a una velocità lineare di 100 ips (pollici al secondo), con un trasferimento (velocità di trasmissione) di 12 800 caratteri al secondo.
I computer IBM della fine degli anni 1950 utilizzavano nastri simili a quelli in uso nella tecnologia di registrazione audio, ricoperti da uno strato di ossido metallico; ben presto la tecnologia IBM divenne lo standard di fatto nel settore. Il nastro magnetico era da mezzo pollice, avvolto su bobine rimovibili da 10,5 pollici di diametro. Erano disponibili diverse lunghezze, le due più comuni delle quali erano quelle da 2 400 piedi e da 4 800.
Le prime unità a nastro IBM erano piuttosto complesse da un punto di vista meccanico e impiegavano il vuoto nelle colonne destinate a raccogliere la quantità nastro che doveva servire da buffer per evitare strappi alle bobine e garantire continuità anche nelle partenze e fermate del nastro stesso. L'immagine delle bobine che si muovono in maniera asincrona, fermandosi e ripartendo senza soluzione di continuità, è rimasta nel cinema e di conseguenza anche nell'associazione che molti ancor oggi compiono con l'informatica.
Le variazioni sulla tecnologia del nastro in bobina non tardarono ad arrivare, prima con il LINCtape (e il suo derivato, il DECtape, della DEC): possedevano un sistema di formattazione a traccia fissa che permetteva di leggere e riscrivere nello stesso posto dei blocchi predefiniti di dati. La capacità e il transfer rate erano simili ai dischetti che li hanno sostituiti, ma il tempo di accesso seek time andava dai trenta secondi al minuto.

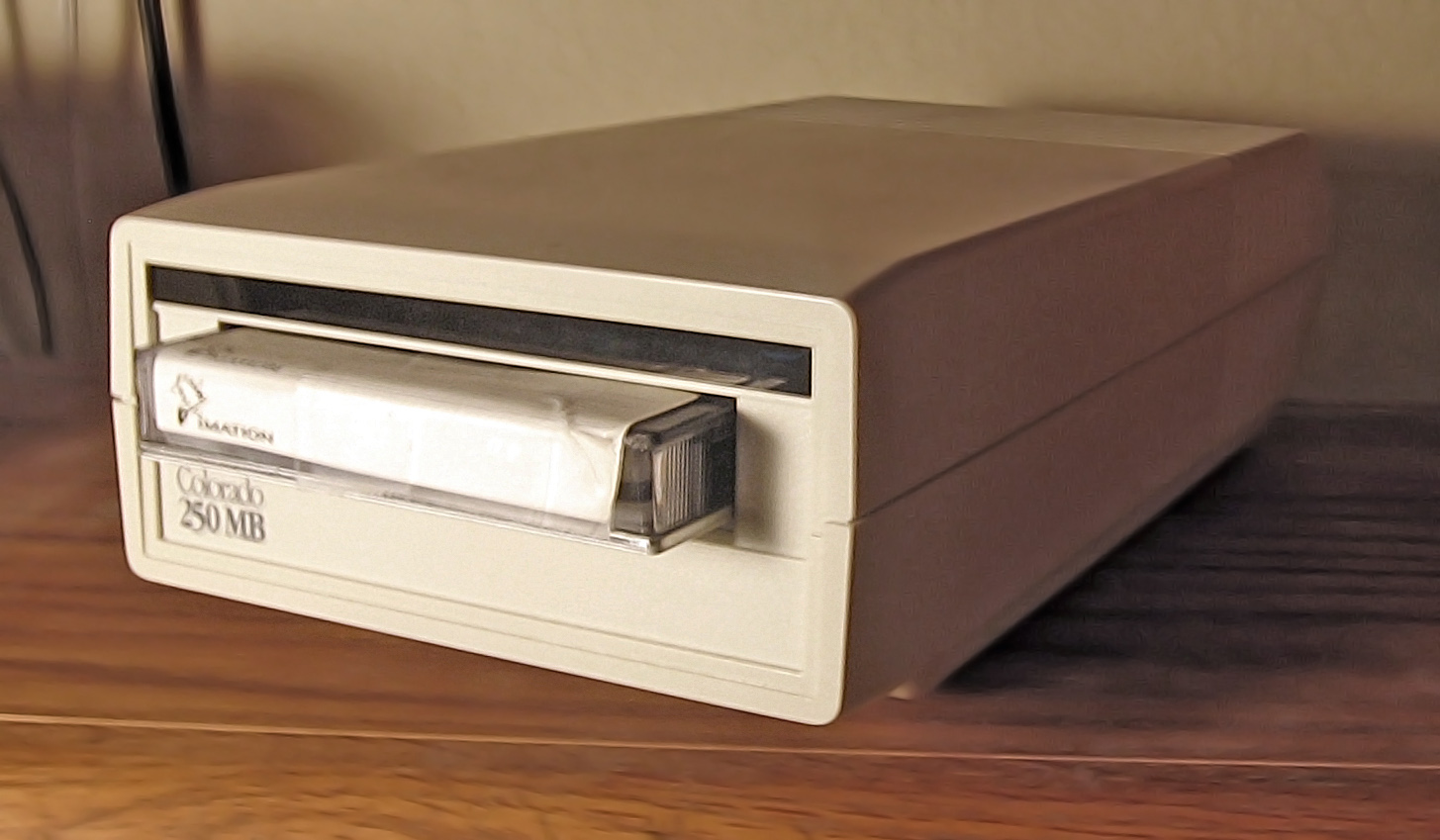
Un'unità a nastro QIC

I sottosistemi a nastro più moderni utilizzano bobine molto più piccole, dal momento che la densità di registrazione è aumentata, le stesse sono collocate dentro una cartuccia per proteggere il nastro e facilitarne la manipolazione. I formati delle cartucce più diffusi sono il QIC, DAT, Exabyte ed LTO.
Un'unità a nastro (drive, transport o deck) utilizzava motori passo-passo per avvolgere il nastro da una bobina all'altra, mentre questo veniva mantenuto in contatto con una testina di lettura/scrittura, per mezzo del capstan.
Sui primi nastri venivano utilizzate sette tracce parallele di dati lungo tutta la lunghezza del nastro; ciò permetteva di memorizzare o leggere simultaneamente sei bit più il bit di parità. La densità di registrazione più utilizzata era di 556 caratteri per pollice.
Il nastro era dotato di indicatori riflettenti in corrispondenza delle due estremità, che segnalavano l'inizio (beginning of tape, BOT) e la fine (end of tape, EOT) all'unità a nastro. Il sistema di marcatura riflettente permette ad un sensore di rilevare il raggio riflesso e di comandare l'arresto dell'unità nastro, con il successivo riavvolgimento della bobina.
In seguito sono stati utilizzati molti tipi di nastro magnetico con diversi formati, ma le caratteristiche fondamentali sono peraltro piuttosto generalizzabili.
Nei formati più utilizzati, i dati sono scritti sul nastro a blocchi spaziati tra loro, ciascun blocco viene scritto in una singola operazione, mentre il nastro si muove uniformemente durante la scrittura.
Tuttavia, dal momento che la velocità alla quale il nastro viene letto o scritto è non deterministica, un'unità a nastro è progettata per far fronte alla differenza tra la velocità alla quale i dati vengono letti o scritti e quella dei dati inviati o richiesti dal sistema che lo controlla.
Sono molti i metodi che possono essere utilizzati, singolarmente o combinandoli tra loro per garantire il funzionamento ottimale annullando l'effetto di tali differenze nel trasferimento dei dati. Un ampio buffer di memoria, spesso un vero e proprio spool, come pure un controllo meccanico: il drive può essere arrestato, tornare leggermente indietro e riavviato. Inoltre il sistema che controlla il drive può comandare l'impiego di una diversa dimensione del blocco che viene scritto o letto sul nastro per ciascuna singola operazione.
La ricerca di un compromesso tra la dimensione del blocco, l'ampiezza del buffer dei dati, la percentuale di nastro perso nella spaziatura tra i blocchi e la velocità incidono in maniera consistente sulla quantità dei dati complessivi che vengono letti e scritti sul nastro.
Molte unità a nastro in uso negli anni più recenti includono il supporto per un qualche tipo di compressione dei dati. Vengono utilizzati a questo scopo diversi algoritmi, che forniscono risultati piuttosto simili: LZ (Most), IDRC (Exabyte), ALDC (IBM, QIC) e DLZ1 (DLT). Gli algoritmi utilizzati non sono in realtà tra i più efficienti disponibili oggi, per questo motivo la soluzione migliore per l'utilizzo per le applicazioni di backup è ottenibile disabilitando la compressione disponibile nell'unità a nastro e utilizzando invece un software di compressione.
La diminuzione del costo dei dischi fissi e le migliorie costruttive che ne hanno determinato un generale aumento di affidabilità hanno via via diminuito il ricorso al nastro magnetico. Questo tuttavia rimane in uso in molti centri di elaborazione e archiviazione dati, soprattutto per ragioni di gestione di archivi già precostituiti e per il costo per bit piuttosto basso e l'enorme quantità di dati immagazzinabili.